# Djalmar Christofersen
Djalmar Christofersen, född 16 november 1867 i Köpenhamn, död 5 november 1924 på samma plats, var en dansk journalist, författare, manusförfattare och tecknare.

## Biografi
Christofersen hade ingen utbildning i teckning, han var självlärd. Trots detta fick han i uppgift att teckna serier i den satiriska tidsskriften "Korpen". Under många år var han tidningens främsta och mest produktiva tecknare, och produktiviteten hade sin höjdpunkt kring sekelskiftet. efter det avtog produktiviteten för serier något, efter som att han nu i stället fått i uppgift att teckna nyhetsrapporter. Efter första världskriget blev det allt vanligare med fotografier, så tidningen behövde inte hans teckningar. Däremot tecknade han många vykort och affischer. Dessutom skrev han manus till många stumfilmer.
Christofersen arbetade under hela sitt liv även som telegrafist, och var även telegrafchef vid Toldboden i Köpenhamn. 
Christofersen drabbades av magsår och fick opereras år 1923. Han bad tidningen att ge honom lättare uppgifter som han kunde teckna medan han återhämtade sig. Det blev dock sämre, och år 1924 fick han lämna sitt hem på Amager. Han avled den 5 november 1925 i Köpenhamn, av bäckeninflammation.

## Filmmanus
- 1918 - Livets stormagter
- 1918 - Ansigtet i floden
- 1917 – Paradisfågeln
- 1917 - Hjertekrigen paa Ravnsholt
- 1916 – Balettprimadonnan
- 1916 - Mumiens halsbaand